# Pedreira (district de São Paulo)
Pedreira est un district situé à la zone sud de la ville de São Paulo. Il borde les districts de Cidade Ademar, Campo Grande, Cidade Dutra, Grajaú et la municipalité de Diadema.
Les avenues principales sont l'avenue Nossa Senhora de Sabará et l'estrada do Alvarenga.
Une grande partie du district de Pedreira se trouve sur les rives du réservoir Billings. Comme il ne pouvait en être autrement, le nom de Pedreira vient des immenses carrières (pedreiras en portugais) qui ont toujours existé dans les environs – dès 1939, la région était connue sous ce nom.

## Histoire
Construit dans les années 1920 par l'ingénieur américain Asa White Kenney Billings, le réservoir Billings est l'une des plus importantes réserves d'eau potable. Situé dans la région métropolitaine du Grand São Paulo, c'est un réservoir de 9,8 milliards de litres d'eau, avec 127 km2 de surface couvrant des terres dans plusieurs municipalités.
L'année était 1924. São Paulo connaissait sa première crise d'approvisionnement en électricité de l'histoire en raison d'une grave sécheresse qui a dévasté la région du sud-est du Brésil. La centrale hydroélectrique de Santana do Parnaíba (actuellement Edgar de Sousa), avec ses 16 MW installés, n'a pas répondu à la demande croissante du secteur industriel installé aux environs de São Paulo.
C'est alors que l'ingénieur Billings propose l'un des plans de développement hydroélectrique les plus créatifs de l'époque. Grâce à une série de travaux d'ingénierie, il est devenu possible d'inverser les eaux des rivières Tietê et Pinheiros vers le versant océanique de la Serra do Mar, au pied de laquelle la centrale hydroélectrique de Cubatão, de 35 MW, a été installée.
L'énergie fournie par cette centrale a permis la croissance économique de la région, transformant São Paulo en le plus grand centre industriel d'Amérique latine.
La centrale de Cubatão a connu des agrandissements successifs, a pris le nom d'Henry Borden et dispose de 887 MW, une puissance suffisante pour alimenter en continu les besoins d'une ville de 2 millions d'habitants.
Le district, ces dernières années, a connu une forte croissance, tant dans les zones commerciales que résidentielles, compte tenu de son emplacement stratégique, étant proche des districts importants de la zone sud de la municipalité, tels que Jabaquara et Santo Amaro. En termes de transport, c'est un enjeu majeur pour ses habitants, car le quartier ne dispose d'aucun terminus de bus, seulement disposant que de quelques kilomètres de voie de bus.

## Quartiers
- Balneário Mar Paulista[2]
- Balneário São Francisco[2]
- Conjunto Residencial Ingai[2]
- Eldorado (Mata Virgem)[2]
- Guacuri[2]
- Itatinga[2]
- Jardim Aparecida[2]
- Jardim Apurá[2]
- Jardim Clélia[2]
- Jardim Domitila[2]
- Jardim Guacuri[2]
- Jardim Itapura[2]
- Jardim Nastari[2]
- Jardim Pedreira[2]
- Jardim Rubilene[2]
- Jardim Santa Teresinha[2]
- Jardim Selma[2]
- Paque Dorotéia[2]
- Parque Bandeirantes[2]
- Parque Primavera[2]
- Pedreira[2]
- Praia Leblon[2]
- Sete Praias[2]
- Vila Babi[2]
- Vila dos Andradas[2]
- Vila Guacuri[2]
- Vila Missionária[2]
- Zavuvus[2]